# ألياكسندر أباناسيوناك
ألياكسندر أباناسيوناك (مواليد 17 مارس 1981) هو ملاكم بيلاروسي، مثّل بلاده في الألعاب الأولمبية الصيفية 2004.

## روابط خارجية
ألياكسندر أباناسيوناك على موقع أوليمبيديا (الإنجليزية)